# Alloperla picta
Alloperla picta är en bäcksländeart som beskrevs av Peter Zwick 1973. Alloperla picta ingår i släktet Alloperla och familjen blekbäcksländor. Inga underarter finns listade i Catalogue of Life.